# What Now
"What Now" é uma canção da cantora barbadense Rihanna, gravada para o seu sétimo álbum de estúdio Unapologetic. Foi composta pela própria com o auxílio de Olivia Waithe, Parker Ighile e Nathan Cassells, com a produção a cargo dos últimos dois. A sua gravação decorreu em 2012 nos estúdios Westlake Recording Studios em Los Angeles, na Califórnia, e Metropolis em Londres. Musicalmente, é classificada como balada pop, com poderosos vocais, sendo que o seu arranjo musical é composto por piano, sintetizadores, guitarra e bateria. Liricamente, o tema mostra o ponto de vista de uma mulher sobre exorcizar demónios interiores criados por relacionamentos amorosos.
O seu lançamento ocorreu a 29 de agosto de 2013 através de um extended play (EP) de remisturas a partir da faixa original, um mês após a Def Jam Recordings enviar a música para as rádios francesas e norte-americanas, servindo como quinto single do disco. A faixa também acabou por ser comercializada através da Amazon, Google Play e iTunes Store. A receção por parte da crítica sobre música foi, em geral, positiva, em que grande parte dos analistas elogiou os vocais da cantora e a carga emocional da obra. Devido às descargas digitais posteriores ao lançamento do disco, conseguiu entrar nas tabelas musicais da Coreia do Sul e do Reino Unido. Após o seu lançamento como single, conseguiu chegar à liderança da tabela norte-americana Dance/Club Play Songs, da Billboard, e entrou na lista das faixas mais vendidas de países como a Alemanha, Austrália, Canadá, Irlanda, Reino Unido e Suécia.
O vídeo musical foi dirigido por Jeff Nicholas, Jonathan Craven e Darren Craig, da equipa Uprising Creativity, e gravado na Tailândia. Com lançamento a 15 de novembro de 2013 através do serviço Vevo, as cenas foram filmadas numa casa abandonada e mostram Rihanna a protagonizar momentos de "quebra emocional", caracterizados por movimentos de dança ligeiros. A faixa foi divulgada no programa de televisão britânico Alan Carr: Chatty Man, fazendo ainda parte do alinhamento da digressão Diamonds World Tour.

## Antecedentes, lançamento e promoção

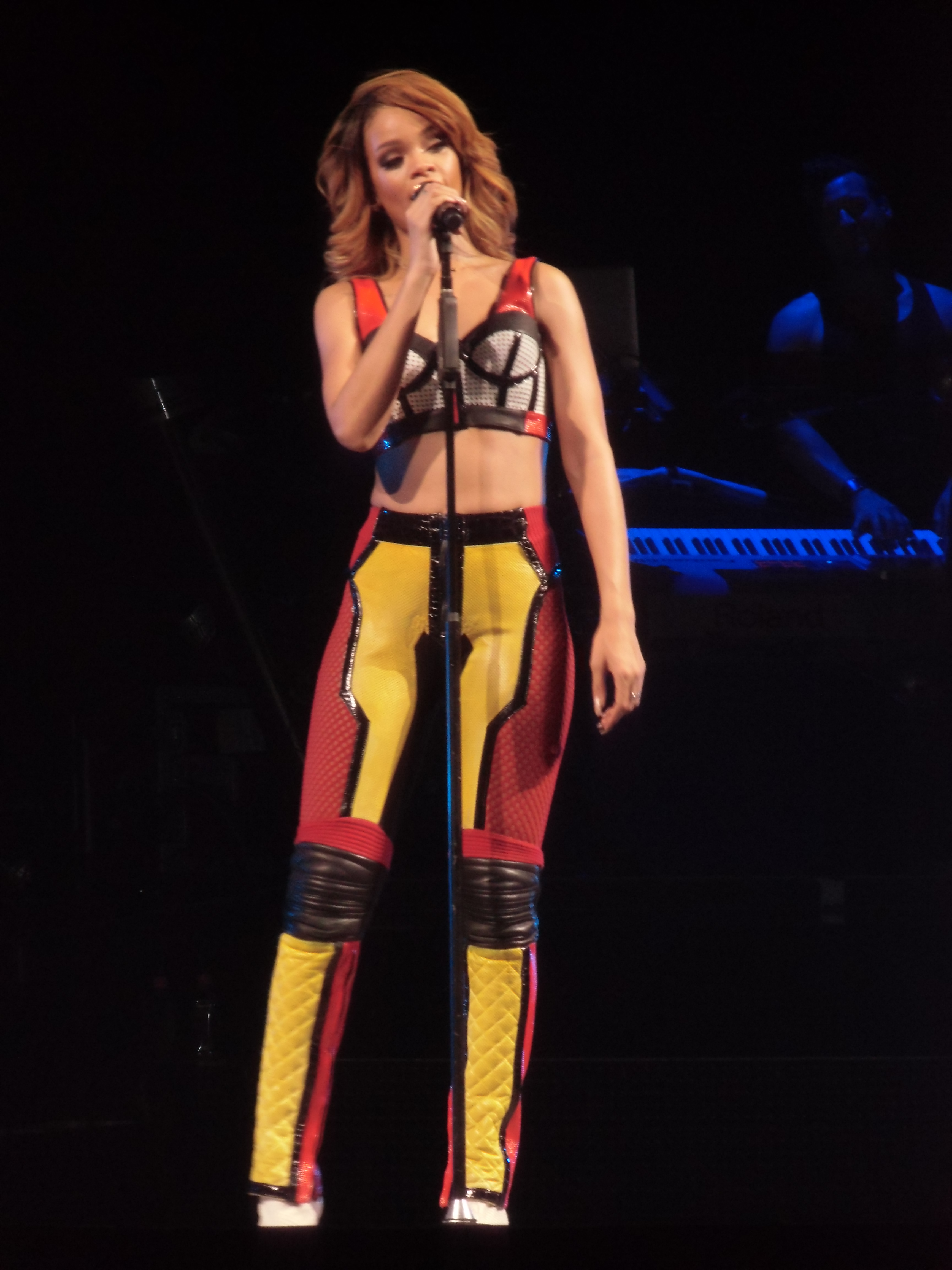
Rihanna a interpretar a obra ao vivo na digressão Diamonds World Tour.

A cantora começou a trabalhar numa nova direção musical para o seu sétimo disco em março de 2012, ainda que as sessões de gravação não tivessem começado ainda. A 12 de setembro de 2012, a Def Jam France anunciou na sua conta no Twitter que seria lançado um novo single de Rihanna na seguinte segunda-feira, dia 17. No mesmo comunicado, a editora comentou que o lançamento do sétimo trabalho de originais estava a ser preparado para novembro do mesmo ano.
"What Now" foi lançada como quinto e último single do álbum Unapologetic a 29 de agosto de 2013, quando dez remisturas digitais foram colocadas na loja on-line Beatport. O mesmo conjunto de faixas foi ainda disponibilizado na Amazon, Google Play e iTunes Store a 17 de setembro do mesmo ano. A canção foi ainda enviada para as rádios francesas, norte-americanas e italianas como forma de promoção de lançamento. Através da sua conta no Instagram, a cantora revelou a capa de arte a 16 de outubro, que apresentava-a vestida de preto e com um "olhar fixo e penetrante", enquanto que o seu nome está escrito num quadro negro em pano de fundo. Jocelyn Vena do MTV News descreveu o estilo da artista no trabalho artístico como gótico e observou que tratava-se de uma reminiscência das imagens divulgadas dos bastidores de filmagens do teledisco.
A 27 de setembro de 2013, a intérprete apresentou a música ao vivo pela primeira vez no programa de televisão britânico do Channel 4, Alan Carr: Chatty Man. Mais tarde, a canção também foi incluída no alinhamento da digressão mundial Diamonds World Tour, que passou por cidades como Brisbane, Lisboa, Londres, Nova Iorque e Singapura.

## Estilo musical e letra
"What Now" é uma canção de tempo moderado, classificada como uma balada, que deriva do géneros pop, com produção de Parker Ighile e Nathan Cassells. e uma duração de quatro minutos e três segundos (4:03). A sua gravação decorreu em 2012 nos estúdios Westlake Recording Studios em Los Angeles, na Califórnia, e Metropolis Studios, em Londres, Reino Unido. A sua composição foi construída com fortes vocais e acompanhamento de piano e baixo, com coordenação de Ighile e Cassells. Kuk Harrell e Marcos Tovar estiveram a cargo da gravação e arranjos vocais, e Blake Mares, Robert Cohen, Daniela Rivera e Paul Norris trataram de toda a engenharia. Por fim, Phil Tan foi responsável pela mistura. Dean Martin, da revista NME, descreveu a melodia da faixa como um casamento insano entre o piano e baixo. De acordo com Mesfin Fekadu, do The Huffington Post, a canção é "construída agradavelmente a partir dos versos calmos até ao seu gancho eletrizante".
A letra foi escrita pela própria Rihanna com auxílio de Olivia Waithe, Ighile e Cassells. De acordo com a partitura publicada pela Sony/ATV Music Publishing, a música foi escrita em compasso simples moderado demorado com um metrónomo de 60 batidas por minuto. Composta na escala de sol menor, o alcance vocal da cantora vai desde a nota baixa de lá sustenido com três oitavas até a mais alta de dó sustenido com cinco. Liricamente, o tema mostra o ponto de vista de uma mulher sobre exorcizar demónios interiores criados por relacionamentos amorosos. A sua estrutura diverge entre um conjunto de versos e refrão como "se de dois planetas diferentes [a música] se trata-se", de acordo com Michael Gallucci do sítio PopCrush, sendo que Chris Younie do 4Music considerou que a harmonia entre letra e da voz da cantora soava "doce". Os críticos notaram que durante o refrão "crescente", a artista soa como se estivesse a libertar "bombas sonoras" em pano de fundo.

## Receção pela crítica
As críticas após o lançamento da faixa foram, na sua maioria, positivas. Em análise ao álbum, a revista Billboard considerou que "What Now" acrescentou um "destaque emocional com momentos de ressonância durante a segunda metade". Jim Farber, do jornal Daily News, considerou que os vocais demonstrados demonstram uma evolução de "peso", mesma opinião teve Brad Stern da MTV News, que prezou as notas atingidas pela cantora e referiu-se a elas como a melhor "oferta pungente" no registo. Andy Kellman da Allmusic elogiou a música e classificou-a como uma balada "de lamento massiva que nos atinge".
Jon Caramanica, do nova-iorquino The New York Times, fez uma crítica positiva à faixa ao afirmar que "Rihanna está fazer um dos seus mais ambiciosos e diretos cantos. É um verdadeiro expurgo do álbum, e um sinal de um pulso por baixo da armadura". A revista The Star-Ledger afirmou que era uma "balada impressionante que soa como uma pena em comparação com outros números de tempo moderado [no disco]". Smokey Fontaine, do The Huffington Post, comparou a obra aos trabalhos de Pink, considerando que a barbadense faz uso do seu próprio estilo em modo "gritar-até-conseguir-um-gancho-incrível" como a colega norte-americana. Genevieve Koski, ao escrever para a publicação The A.V. Club, criticou tanto "What Now" como "Stay" por sentir que são "baladas tímidas", e que estas nunca foram a especialidade da artista.

## Vídeo musical

### Produção e sinopse

As cenas de dupla exposição observadas foram comparadas às do vídeo de "Tunnel Vision", cuja direção incluiu Jeff Nicholas e Jonathan Craven.

O vídeo musical para "What Now" foi gravado a 17 de setembro de 2013 numa casa abandonada em Phuket, Tailândia, durante uma paragem da digressão mundial Diamonds World Tour. A sua direção esteve a cargo de Jeff Nicholas, Jonathan Craven e Darren Craig, membros da equipa Uprising Creativity, que também trabalharam em "Tunnel Vision" de Justin Timberlake, do seu terceiro álbum de estúdio The 20/20 Experience. A 13 de novembro, Rihanna revelou um vídeo na sua conta oficial no serviço Vevo com os bastidores das gravações. "Vai ser do tipo sinistro, muito assustador porque é uma daquelas músicas em que o visual pode resultar em algo muito chato. Quase que consegue ser previsível. As pessoas estão à espera que a narrativa do vídeo passe por uma história de amor de alguma espécie ou algo realmente suave e bonito. [E] é bonito e um pouco leve, mas também um pouco demente", referiu a cantora em relação ao conceito do projeto. Posteriormente, foi ainda revelada uma pequena previsão do teledisco através do YouTube, cuja versão final viria a estrear a 15 de novembro de 2013 através do Vevo.
A produção do vídeo ficou a cargo de Rob Newman, enquanto Nicholas e Thananath Songchaikul trataram da produção executiva visual. Sing Howe Yam foi o responsável pela direção de fotografia e Clark Eddy da respetiva edição. O cenário inicia-se com a artista num ecrã de televisão estático com um vestido branco simples e um colar em forma de crucifixo. Depois, a música começa a ser interpretada e é mostrada uma sala escura com a presença da cantora, desta vez com um vestido preto, e alternando com o branco. Durante todo o projeto, a intérprete realiza movimentos que caraterizam um "colapso emocional" e um exorcismo através de movimentos de dança. As restantes cenas calmas e harmoniosas são alternadas com panos de fundo e imagens da natureza em contraste com outros cenários sinistros e solitários.

### Receção
Jocelyn Vena do canal MTV comparou o teledisco a quatro trabalhos anteriores de Rihanna, sendo "Disturbia" um deles, a jornalista afirmou que ambos tinham uma vibração sobrenatural e sombria, além de realçar as suas semelhanças através dos efeitos visuais 3D. Os trabalhos visuais de "We Found Love", "Diamonds" e "Stay" também foram comparados. Even Rachel Brodsky, também repórter da MTV, identificou sete similitudes com o filme de 1996 The Craft. Jason Lipshutz, da revista norte-americana Billboard, considerou que era uma diferença enorme em comparação com o projeto lançado no mês anterior para "Pour It Up", que incluía "danças provocantes" e uma enorme "exibição de pele humana". OThe Huffington Post afirmou que a cantora "canta num lugar sombrio", e realçou o guarda-roupa similar ao usado em vários filmes de terror. Mike Ayers, da Rolling Stone, notou que "Rihanna não parece ser alguém que tivesse muitos demónios interiores" mas que no vídeo para "What Now" parece que "existe algo à espreita", fazendo alusão a uma possível metáfora para a fama. Da mesma opinião Marc Hogan, da publicação Spin, adjetivou o projeto como "surdo" e acrescentou que "embora faça pouco para chamar a atenção para si mesmo, a contenção [demonstrada pela cantora] vai num longo caminho para persuadir o caos invisível no coração da canção".

## Faixas e formatos
| Remisturas digitais |                |                           |         |  |
| N.º                 | Título         | Versão                    | Duração |  |
| 1.                  | "What Now"     | Firebeatz Remix           | 5:03    |  |
| 2.                  | "What Now"     | Firebeatz Radio Edit      | 3:15    |  |
| 3.                  | "What Now"     | Firebeatz Instrumental    | 5:03    |  |
| 4.                  | "What Now"     | R3hab Remix               | 4:51    |  |
| 5.                  | "What Now"     | R3hab Edit                | 3:24    |  |
| 6.                  | "What Now"     | R3hab Instrumental        | 4:51    |  |
| 7.                  | "What Now"     | Guy Scheiman Club Mix     | 7:04    |  |
| 8.                  | "What Now"     | Guy Scheiman Radio Edit   | 4:03    |  |
| 9.                  | "What Now"     | Guy Scheiman Mixshow Edit | 4:29    |  |
| 10.                 | "What Now"     | Guy Scheiman Dub          | 7:04    |  |
| Duração total:      | Duração total: | Duração total:            | 49:07   |  |

| Remisturas digitais, parte 2 |                |                         |         |  |
| N.º                          | Título         | Versão                  | Duração |  |
| 1.                           | "What Now"     | R3hab Trapped Out Remix | 3:33    |  |
| 2.                           | "What Now"     | Reflex Extended         | 3:34    |  |
| 3.                           | "What Now"     | Reflex Radio Edit       | 3:03    |  |
| Duração total:               | Duração total: | Duração total:          | 10:10   |  |

## Desempenho nas tabelas musicais
Após o lançamento de Unapologetic, o tema entrou nas tabelas musicais da Coreia do Sul, de França e do Reino Unido devido ao número de descargas digitais. Na primeira semana de dezembro de 2012, entrou na 174.ª posição em território francês e na 165.ª na lista britânica UK Singles Chart. Seguidamente ao seu lançamento como faixa de trabalho, "What Now" estreou-se no 38.º lugar na Bélgica (Valónia), e chegou à lista das trinta obras mais vendidas de diversos países, como Canadá, Escócia, Irlanda, Nova Zelândia e Países Baixos. Na Austrália, serviu como quarto single do disco, debutando na posição 37 da ARIA Singles Chart a 18 de agosto de 2013. Depois de atingir o 21.º lugar como melhor, a Australian Recording Industry Association (ARIA) certificou a música com uma placa de platina pelas mais de 70 mil unidades vendidas.
| Tabela musical (2012/2013)                       | Melhor posição |
| ------------------------------------------------ | -------------- |
| Alemanha - Media Control AG                      | 49             |
| Austrália - ARIA Singles Chart                   | 21             |
| Áustria - Ö3 Austria Top 40                      | 67             |
| Bélgica - Ultratip (Flandres)                    | 3              |
| Bélgica - Ultratip (Valónia)                     | 8              |
| Brasil - Billboard Brasil Hot 100 Airplay        | 46             |
| Brasil - Billboard Brasil Hot Pop & Popular      | 11             |
| Canadá - Canadian Hot 100                        | 27             |
| Coreia do Sul - Gaon International Chart         | 62             |
| Escócia - Scottish Singles Chart                 | 22             |
| Estados Unidos - Billboard Hot 100               | 25             |
| Estados Unidos - Billboard Pop Songs             | 21             |
| Estados Unidos - Billboard Dance/Club Play Songs | 1              |
| França - SNEP                                    | 52             |
| Irlanda - Top 100 Singles                        | 21             |
| Nova Zelândia - NZ Top 40 Singles Chart          | 13             |
| Países Baixos - Dutch Top 40                     | 24             |
| Reino Unido - UK Singles Chart                   | 21             |
| Reino Unido - UK R&B Singles Chart               | 3              |
| Chéquia - Rádio Top 100                          | 25             |
| Suécia - Sverigetopplistan                       | 46             |

| País      | Provedor | Certificação |
| --------- | -------- | ------------ |
| Austrália | ARIA     | Platina      |

## Créditos
Todo o processo de elaboração da canção atribui os seguintes créditos pessoais:
- Rihanna – vocalista principal, composição;
- Olivia Waithe - composição;
- Parker Ighile - composição, produção, instrumentos, programação;
- Nathan Cassells - composição, co-produção, instrumentos, programação;
- Blake Mares, Robert Cohen - assistente de engenharia acústica;
- Kuk Harrell -  produção vocal, gravação vocal;
- Marcos Tovar - gravação vocal;
- Phil Tan - mistura;
- Paul Norris - assistência de engenharia;
- Daniela Rivera - assistente adicional de engenharia acústica.

## Histórico de lançamento
| País           | Data                  | Formato                               | Editora discográfica |
| -------------- | --------------------- | ------------------------------------- | -------------------- |
| França         | 29 de julho de 2013   | Rádio mainstream                      | Def Jam              |
| Estados Unidos | 29 de agosto de 2013  | Descarga digital (remisturas)         | Def Jam              |
| Estados Unidos | 1 de outubro de 2013  | Rádio mainstream                      | Def Jam              |
| Itália         | 4 de outubro de 2013  | Rádio mainstream                      | Def Jam              |
| Estados Unidos | 29 de outubro de 2013 | Descarga digital (remisturas parte 2) | Def Jam              |